# 박길라
박길라(한국 한자: 朴吉羅, (본명: 박경옥, 한국 한자: 朴瓊玉, 1964년 5월 9일 ~ 1986년 10월 1일)는 대한민국의 탤런트 겸 가수이다.
1964년 울산광역시에서 태어났다. 1983년 드라마 '고교생 일기'에 출연하였으며 KBS 탤런트로 알려져 있었으나 가수로도 활동했다. 이른바 '탤런트 가수'로 알려졌다. 이후 <나무와 새> 등의 노래를 발표해 많은 사랑을 받아왔다. 1986년 10월 1일 가수 데뷔 기념 콘서트를 마친 후 휴식을 취하던 중, 그 자리에 쓰러져 병원으로 이송됐지만 결국 심장마비로 세상을 떠났다. 항년 22세.

## 출연 작품

### 드라마
- 1976년 TBC 《똘똘이의 모험 》
- 1977년 TBC 《꺼꾸리와 장다리TBC》
- 1978년 TBC 《소년 홍길동》
- 1983년 KBS2 《행복의 계단》
- 1983년 KBS1 《TV문학관: 분례기》
- 1983년 KBS1 《TV문학관: 꿈》
- 1984년 KBS1 《고교생 일기》 ... 백동자 역
- 1984년 KBS1 《사랑하는 사람들》  미란 역
- 1985년 KBS1 《TV문학관: 전사에서》
- 1985년 KBS2 《열망》
- 1986년 KBS2 《이별 그리고 사랑》  선주 역
- 1986년 KBS2 《길손》

## 학력
- 서울교동초등학교 (졸업)
- 배화여자중학교 (졸업)
- 진명여자고등학교 (졸업)
- 중앙대학교 연극영화학과 (졸업)

## 노래
다음은 박길라의 노래이다. 이 노래는 박길라가 생전에 유일하게 남긴 <박길라 1집>에 수록된 곡들이다.
- <나무와 새>(이건우 작사, 강석호 작곡)
- <우린 정말 사랑할 수 없어요>
- <내사랑 애니>
- <내님은 꽃한송이>
- <겨레여 겨레여>
- <사랑의 분노>
- <그대 가슴에 얼굴을 묻고>
- <연인>
- <사랑의 모순>
- <길잃은 연인>

## 참조
1. ↑  네이버 뮤직. “박길라”. 2013년 5월 4일에 확인함.
2. ↑  “박길라(지구)”. 매일경제. 1986년 12월 10일.
3. ↑  네이버 뮤직. “박길라”. 2013년 5월 4일에 확인함.